# Болезнь-модифицирующие антиревматические препараты
Болезнь-модифицирующие антиревматические препараты (сокр. БМАРП; синоним: базисные противоревматические препараты) — это большая и неоднородная группа лекарственных препаратов, объединённых общей способностью не только снимать симптомы и неспецифически уменьшать воспаление суставов у больных ревматоидным артритом, но и модифицировать, смягчать или тормозить прогрессирование самого заболевания, деструкцию кости и другие специфические поражения.
Термин возник около 1980 года, хотя некоторые препараты намного старше.
Многие (но не все) из базисных препаратов, применяемых в терапии ревматоидного артрита, также обладают активностью при некоторых других заболеваниях, предположительно или доказанно имеющих аутоиммунную природу. К таким заболеваниям относятся: неспецифический язвенный колит, болезнь Крона, псориаз, аутоиммунный гломерулонефрит, хронический активный гепатит. Достаточно интересно отметить, что при разных аутоиммунных заболеваниях помогают разные препараты из числа «базисных», что может отражать разницу в их этиологии и патогенезе.
Эффективность базисных препаратов при ревматоидном артрите и других аутоиммунных заболеваниях связывают с их специфической противовоспалительной и иммуносупрессивной активностью. Вместе с тем базисные противоревматические препараты, в отличие от глюкокортикоидов и нестероидных противовоспалительных препаратов, непригодны в качестве «обычных» противовоспалительных препаратов при воспалениях, в патогенезе которых не участвуют те или иные специфические аутоиммунные механизмы.
Те из базисных препаратов, которые не являются «настоящими» иммуносупрессорами (какими являются базисные препараты метотрексат, азатиоприн или циклоспорин), также не могут применяться для иммуносупрессии при состояниях, не связанных с аутоиммунитетом, например, при аллотрансплантации органов и тканей. Иммуносупрессивная активность салазопиридазина или хлорохина слишком слаба для этого и, кроме того, специфична по отношению к аутоиммунитету.
Общим свойством всех базисных препаратов является медленное, постепенное развитие эффекта, могущее потребовать нескольких месяцев терапии. Для быстрого достижения симптоматического улучшения при ревматоидном артрите и других аутоиммунных заболеваниях в период ожидания эффекта от базисной терапии назначают глюкокортикоиды, нестероидные противовоспалительные препараты.
При тяжёлом течении ревматоидного артрита или, например, болезни Крона может потребоваться сочетанное применение двух и более базисных препаратов из разных групп, с разными механизмами действия. При этом очень важно учитывать возможность повышения токсичности терапии при некоторых сочетаниях. Например, сочетание метотрексата с сульфасалазином или салазопиридазином приводит к возрастанию гематологической токсичности метотрексата, поскольку сульфаниламиды являются, подобно метотрексату, ингибиторами дигидрофолатредуктазы и в клетках человека, не только бактерий. Сочетание метотрексата с циклоспорином приводит к повышению степени иммуносупрессии и, соответственно, повышению риска инфекционных и опухолевых осложнений терапии.

## Классификация
Базисные противоревматические препараты делятся на несколько групп:
- Иммуносупрессивные препараты:
  - Азатиоприн
  - Инфликсимаб («Ремикейд»)
  - Левамизол («Декарис»)
  - Лефлуномид («Арава»)
  - Меркаптопурин («Пури-Нетол»)
  - Метотрексат
  - Тимодепрессин#
  - Циклоспорин («Сандиммун Неорал»)
  - Циклофосфамид — применяется редко из-за большой токсичности
  - MYMD-1®# - пока проходит клинические испытания
- Препараты золота:
  - Ауранофин# («Ауропан», «Ридаура»)
  - Ауротиоглюкоза#
  - Ауротиомалат натрия#
  - Миокризин#
  - Ауротиосульфат натрия# («Санокризин»)
  - Ауротиопрол# («Кризанол»)
- D-Пеницилламин («Купренил»)
- Производные 5-аминосалициловой кислоты:
  - Месалазин
  - Сульфасалазин
- Производные 4-аминохинолина:
  - Хлорохин («Делагил»)
  - Гидроксихлорохин («Плаквенил»)
- Ингибиторы матриксных металлопротеиназ:
  - Доксициклин
  - Миноциклин

# — на 2015 г. препарат в России не зарегистрирован